# Hans Kerckhoff
Hans Kerckhoff, Hans Kerkhoff (zm. 1428) – rzeźnik szczeciński, wraz z Gerardem von Afenem współorganizator powstania w Szczecinie w 1428 przeciwko wprowadzeniu podatków na walkę z husytami; po opanowaniu sytuacji w mieście przez patrycjat (z pomocą księcia szczecińskiego Kazimierza V), skazany na łamanie kołem.